# Hämorrhagisches Fieber
Hämorrhagische Fieber (von altgriechisch αἷμα haima, deutsch ‚Blut‘ und altgriechisch ῥήγνυμι rhēgnymi, deutsch ‚zerreißen, zerbrechen‘; alte, deutsche Bezeichnung blutbrechende Fieber) sind schwere infektiöse Fiebererkrankungen, die mit Blutungen einhergehen. Sie werden durch Virusinfektionen verursacht, weshalb man auch von viralem hämorrhagischen Fieber (VHF) spricht.
Die Erreger hämorrhagischer Fieber haben ihren natürlichen Ursprung in Tieren. Ausbrüche bei Menschen und die Weitergabe von Mensch zu Mensch wurden meist in Afrika, Südamerika oder Südostasien berichtet, zudem wurde zur Verwendung einiger Erreger als Biowaffe geforscht. In Mitteleuropa und Nordamerika sind tödliche VHF äußerst selten. Sie werden gelegentlich durch Reisende eingeschleppt, die sich im Ausland infiziert haben. An mehreren Krankenhäusern in Deutschland werden Sonderisolierstationen für hochinfektiöse Patienten vorgehalten.

## Arten
Hämorrhagische Fieber (als Bezeichnung 1962 von dem Virologen Daniel Carleton Gajdusek eingeführt) werden von Viren verursacht, die teilweise miteinander verwandt sind (siehe auch Virus-Taxonomie). Die meisten Erreger gehören zur Virusordnung Bunyavirales (Bunyaviren im weiteren Sinne), die aus der früheren Familie Bunyaviridae hervorgegangen ist und nun auch die Arenaviren und Filoviren als Unterfamilien umfasst:
- Erreger aus der Ordnung der Hareavirales (früher in Bunyavirales):

- Familie Arenaviridae (Arenaviren, Übertragung durch Kontakt mit Nagern)

- Lassafieber
- Argentinisches hämorrhagisches Fieber (Junin)
- Bolivianisches hämorrhagisches Fieber (Machupo)
- Venezolanisches hämorrhagisches Fieber (Guanarito)
- Brasilianisches hämorrhagisches Fieber (Sabia)
- Chapare-hämorrhagisches Fieber (Chapare, Bolivien)

- Familie Nairoviridae (Nairoviren)

- Krim-Kongo-Fieber (CCHF)

- Familie Phenuiviridae (Phenuiviren)

- Rift-Valley-Fieber (RVF)

- Erreger aus der Ordnung der Elliovirales (früher ebenfalls in Bunyavirales):

- Familie Peribunyaviridae (Peribunyaviren)

- Ilesha hämorrhagisches Fieber (Ilesha-Virus, Subtyp der Spezies Bunyamwera orthobunyavirus)
- Garissa hämorrhagisches Fieber (Garisa-Virus, innerhalb des Ngari-Komplexes ebenfalls Subtyp der Spezies Bunyamwera orthobunyavirus)

- Familie Hantaviridae (Hantaviren)

- Hanta-Fieber (verschiedene Formen)

- Erreger aus der Ordnung Amarillovirales:

- Familie Flaviviridae (Flaviviren)

- Gelbfieber (erste Berichte darüber stammen bereits aus dem 15. Jahrhundert)
- Denguefieber
- Omsker Fieber (OHF)
- Kyasanur-Wald-Fieber
- West-Nil-Fieber

- Erreger aus der Ordnung Martellivirales:

- Familie Togaviridae (Togaviren mit Gattung Alphavirus)

- Chikungunyafieber

- Erreger aus der Ordnung Mononegavirales:

- Familie Filoviridae (Filoviren)

- Ebolafieber (Übertragung von Tier zu Mensch und von Mensch zu Mensch.)
- Marburgfieber (Übertragung von Fledermäusen und Affen zum Menschen und von Mensch zu Mensch.)
- Cuevaviren

- Familie Rhabdoviridae

- Bas-Congo-Fieber (Bas-Congo tibrovirus)

Die Erkennung dieser Krankheiten nur anhand der Symptome ist nicht eindeutig möglich. Dazu muss eine genaue virologische Diagnostik durchgeführt werden. Zu dieser sind nur wenige Labore in der Lage, da alle Viren, die sich durch eine hohe Übertragbarkeit und eine hohe Virulenz auszeichnen, der höchsten Sicherheitsstufe L4 zugeordnet werden und die Proben in Hochsicherheitslabors bearbeitet werden müssen.
In Deutschland werden bei Verdacht auf hämorrhagisches Fieber die entsprechenden Untersuchungen vom Robert Koch-Institut in Berlin, dem Institut für Virologie Marburg oder vom Bernhard-Nocht-Institut für Tropenmedizin in Hamburg durchgeführt.

## Übertragung
Die Krankheitserreger stammen ursprünglich vor allem von Nagetieren und Primaten, sind also Zoonosen und werden z. B. durch Stechmücken („Moskitos“) und Zecken oder durch die Zubereitung und den Verzehr infizierter Tiere auf den Menschen übertragen. Lassafieber wird vor allem durch Kontakt mit infiziertem Tierkot oder Urin übertragen. Zwischen Ansteckung und Ausbruch der Krankheit vergeht durchschnittlich etwa eine Woche, die Inkubationszeit kann aber auch wie beim Ebolafieber zwischen 2 und 21 Tagen betragen. Einige hämorrhagische Fieber sind von Mensch zu Mensch übertragbar (Tröpfcheninfektion, Blutkontakte oder Körperausscheidungen, wie Stuhl, Urin, Erbrochenes, Schweiß etc.). Die Infektiosität steigt mit der Viruslast, die ein Patient entwickelt. Gerade bei klinisch schwer verlaufenden Fällen, bei denen es auch zu den charakteristischen Blutungserscheinungen kommt, ist die Infektiosität am höchsten.
Gefürchtet sind die nosokomialen Infektionen, also Infektionen, die im Krankenhaus erworben werden und sich entsprechend den hygienischen Standards verbreiten. Erkrankungen durch andere Krankheitserreger, die ebenfalls mit Fieber und Blutungen einhergehen können, sind in Gegenden, in denen hämorrhagisches Fieber endemisch ist, weitaus häufiger. Deshalb wurden die viralen hämorrhagischen Fieber oft erst erkannt, wenn es zu Folgeinfektionen kam oder die häufigeren Ursachen ausgeschlossen werden konnten.

## Symptome und Behandlung
Zu den Symptomen gehören neben hohem Fieber (> 38,5 °C) Leber- und Nierenfunktionsstörungen mit Ödemen. Es können, verursacht durch so genanntes capillary leakage, sowohl innere Blutungen als auch Blutungen ins Gewebe (blaue Flecken) auftreten. Vielfach sind auch Stuhl und Urin blutig. Oft kann es zu Schockzuständen und Kreislaufzusammenbrüchen kommen sowie zu Krämpfen und Lähmungserscheinungen. Das Auftreten zerebraler Symptome sowie besonders starke Blutungsneigung verschlechtert die Prognose, und es muss mit bleibenden neurologischen Schäden wie z. B. Hörminderung gerechnet werden.
Erfolgreiche medikamentöse Behandlungen gibt es bislang gegen die meisten hämorrhagischen Fieber kaum. Als vielversprechendste Behandlungsoption stellte sich das Virostatikum Ribavirin heraus. Gegen Gelbfieber existiert eine Impfung. Ein Impfstoff gegen das Juninvirus (Argentinisches hämorrhagisches Fieber) ist bislang nur in Argentinien zugelassen. Andere Impfstoffe befinden sich in der Entwicklung und wurden teilweise im Tierversuch bereits erfolgreich getestet. Am hilfreichsten allerdings ist die Vorbeugung durch Insektenschutz und Einhaltung hygienischer Grundregeln.

## Meldepflicht
Die meisten hämorrhagischen Fieber sind gefährlich bis lebensbedrohlich. Da sie zudem infektiös sind und Ansteckungsgefahr besteht, sind sie nach den Gesetzen verschiedener Länder meldepflichtig.
In Deutschland schreibt das Infektionsschutzgesetz (IfSG) in § 6 IfSG eine generelle namentliche Meldepflicht bei Verdacht, diagnostizierten Erkrankungen oder Todesfällen durch virale hämorrhagische Fieber vor. Zudem ist nach diesem Recht der direkte oder indirekte Nachweis andere[r] Erreger hämorrhagischer Fieber namentlich meldepflichtig nach § 7 IfSG, soweit der Nachweis auf eine akute Infektion hinweist. Eine unverzügliche Isolierung bzw. Quarantäne ist, im Gegensatz zu fast allen anderen Infektionen, bei von Mensch zu Mensch übertragbaren hämorrhagischen Fiebern für Erkrankte bzw. der Erkrankung Verdächtige zwingend vorgeschrieben (§ 30 Abs. 1 Satz 1 IfSG [Absonderung], zusammen mit Lungenpest).
In Österreich ist virusbedingtes hämorrhagisches Fieber gemäß § 1 Abs. 1 Nummer 1 Epidemiegesetz 1950 bei Verdacht, Erkrankung und Tod anzeigepflichtig. Zur Anzeige verpflichtet sind unter anderen Ärzte und Labore (§ 3 Epidemiegesetz).